# 速見小三郎
速見 小三郎（はやみ しょうさぶろう、文政3年（1820年） - 明治29年（1896年）10月）は幕末の郡上藩士。凌霜隊の副長。「速見」は「速水」とも。

## 略歴
文政3年（1820年）に郡上藩で誕生。行道と名乗る。
慶応4年4月10日（1868年5月2日）に凌霜隊が結成されると、17歳の朝比奈茂吉隊長を支えるため47歳の小三郎と52歳の坂田林左衛門が補佐として副隊長をつとめる。
小三郎は参謀を兼任し会津藩などで連戦したが、明治元年（1868年）9月22日に降伏した。
明治3年2月19日（1870年3月20日）に謹慎解禁、藩知事から11石で召し出されたが断っている。
明治4年（1871年）に名を正雄と改め、明治5年（1872年）に岐阜・伊奈波神社の祠官となる。
明治10年（1877年）に東京に出て、宮内省系譜掛雇、宮内省図書寮雇などを歴任。晩年は妻と離縁し長男を勘当している。
明治29年（1896年）10月に75歳で死去した。玉窓寺に眠る。戒名「誠性院諦岳行道居士」。
辞世の句は「つみならぬ　つみにしづみて　いつ迄か　うき年月を　我はへぬらむ」。

## その他
八幡城天守閣の裏手に「凌霜の森」と名付けられた凌霜隊慰霊碑がある。その碑文に「道は一筋なり」という言葉があるが、これは小三郎が日記に記した一節である。
小三郎は会津戦争の最中に日記を残している。一節に「抑道ハ一筋ナリ、君ニ忠ナルハ親ニ孝ナリ、皇国ノ御為ナリ、真ノ勤王ナリ、是ニ反セルハ不忠ナリ、不義ナリ、不孝也、国賊也、禽獣也、予子孫タル者熱く是理ヲ弁知スベキ也。」とあり、小三郎の思いがうかがえる。
『速水日記』・『速水行道日記稿』というが、原本は不明。

## 参考資料
- 『歴史探訪～郡上 凌霜隊～』
- 『凌霜隊戦記「心苦雑記」と郡上の明治維新』高橋教雄、八幡町教育委員会
- 『郡上八幡町史　史料編１』[5]八幡町、 1985年
- 『近代日本政治史研究』[6]藤井徳行、北樹出版、 1980年
- 『岐阜県史　史料編　近代１』[7]岐阜県、 1998年